# Eldögd busktyrann
Eldögd busktyrann (Pyrope pyrope) är en fågel i familjen tyranner inom ordningen tättingar.

## Utseende och läte
Eldögd busktyrann är en distinkt grå tyrann med ljusare stjärt och intensivt rubinröda ögon. Inga liknande arter finns i dess utbredningsområde. 

## Utbredning och systematik
Eldögd busktyrann delas in i två underarter:
- Pyrope pyrope pyrope – förekommer i Anderna från centrala Chile och näraliggande Argentina till Tierra del Fuego
- Pyrope pyrope fortis – förekommer på ön Chiloé i Chile

### Släktestillhörighet
Tidigare placerades arten i släktet Xolmis (Xolmis pyrope (Eldögd monjita)), men genetiska studier visar att arterna inte står varandra närmast. Eldögd busktyrann har därför urskilts till det egna släktet Pyrope.

## Levnadssätt
Eldögd busktyrann är en ofta rätt vanlig fågel i halvöppna miljöer, från öppet skogslandskap och jordbruksbygd med mer högväxta träd och häckar till matorral, parker och trädgårdar. Den ses ofta sitta enstaka eller i par på ledningar eller högst upp i träd. 

## Status
Arten har ett stort utbredningsområde och beståndet anses stabilt. Internationella naturvårdsunionen IUCN listar den därför som livskraftig (LC).